# Gamelan Salukat
El Gamelan Salukat és un conjunt creat l'any 2007 constituït per 25 músics de l'àrea d'Ubud. Es caracteritza per fer servir un gamelan de set tons especialment dissenyat pel seu fundador i director, Dewa Alit.
El terme salukat fou encunyat pel mateix Alit i és resultat de combinar salu (casa) i kat (regeneració), donant lloc a un espai per la innovació basada en la tradició.

## Estil
Combinen l'esperit de conjunts heptatonals tradicionals, com serien el gamelan selunding, el gamelan gambang, el gamelan gong luang i el gamelan semar pegulingan amb una voluntat innovadora des del punt de vista compositiu que pretén traçar un nou camí en el desenvolupament de la música balinesa de gamelan.
La característica principal del conjunt consisteix en la interpretació de repertori compost pel mateix Dewa Alit, el qual es reconegut com un dels millors compositors de Bali, en el qual se centren els dos discs que ha gravat. També forma part de l'activitat del grup interpretar repertori propi de gamelan gong kebyar, al que s'han de sumar nombroses composicions que el compositor també ha fet per aquesta formació.

## Discografia
- gamelan evolusi (2010)
- Genetic / Land is Talking (2015)